# Bateau de lamanage
 (mai 2014).
Si vous disposez d'ouvrages ou d'articles de référence ou si vous connaissez des sites web de qualité traitant du thème abordé ici, merci de compléter l'article en donnant les références utiles à sa vérifiabilité et en les liant à la section « Notes et références ».
Un bateau de lamanage est une embarcation utilisée par les lamaneurs afin de s'approcher du navire pour porter ses amarres à terre. Très petit et très manœuvrant, un tel bateau dispose parfois d'une cabine rudimentaire. Il est conduit par deux lamaneurs. Ce type de bateau existait déjà au XVIIIe siècle.

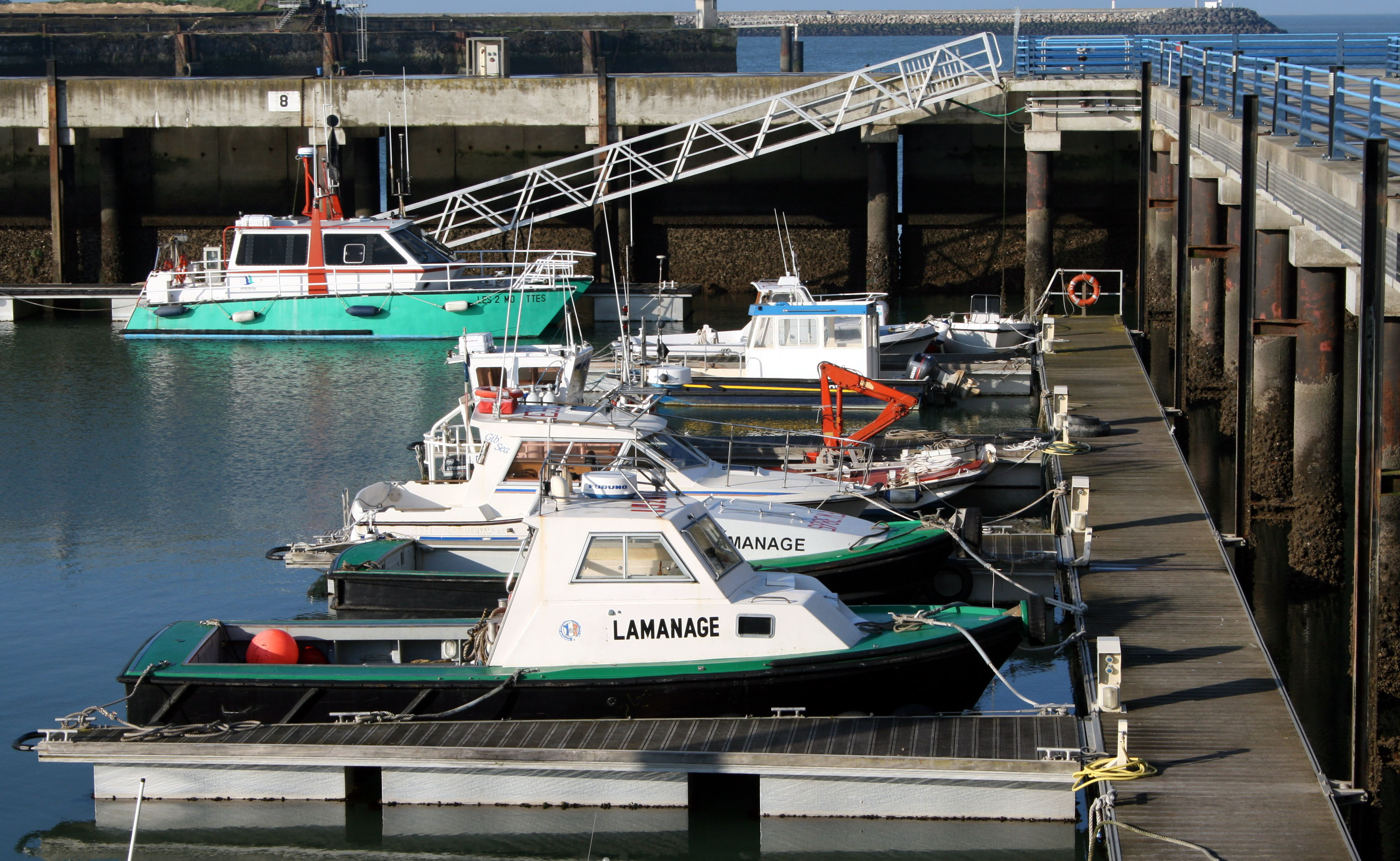
Bateaux de lamanage dans le port de La Rochelle.
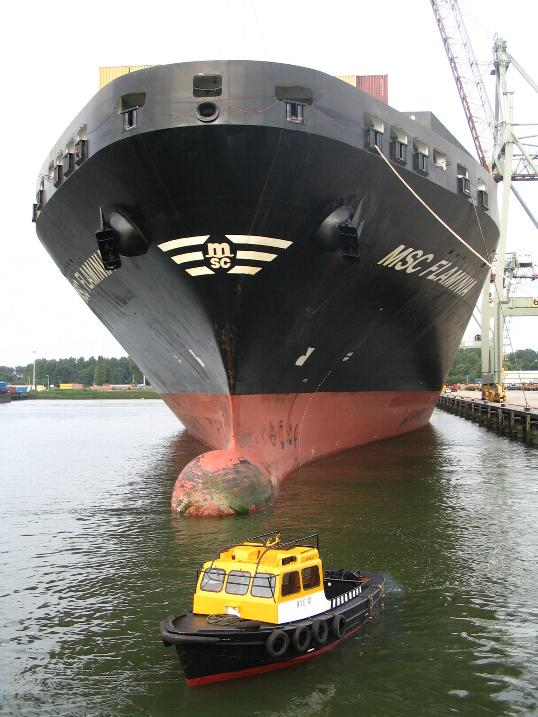
Bateau de lamanage devant la proue d'un porte-conteneurs.